# 412

## Události
Možný příchod praotce Čecha

## Narození
- 8. února – Proklos, řecký filozof

## Úmrtí
- 15. října – Theofilos Alexandrijský, alexandrijský patriarcha
- Uldin – hunský vůdce

## Hlavy států
- Papež – Inocenc I. (401–417)
- Východořímská říše – Theodosius II. (408–450)
- Západořímská říše – Honorius (395–423)
- Perská říše – Jazdkart I. (399–421)
- Vizigóti – Athaulf (410–415)
- Vandalové – Gunderich (407–428)